# A Közép-afrikai Köztársaság hívójelkörzetei
A Közép-afrikai Köztársaság jelenleg (2024) nincs felosztva hívójelkörzetekre.
A Közép-afrikai Köztársaság számára az ITU a TL hívójelprefixet határozta meg.
| Prefix | Körzet | Hely/jelleg               | ITU zóna | CQ zóna | 1 szintű QTH lokátor |
| ------ | ------ | ------------------------- | -------- | ------- | -------------------- |
| TL     | [0..9] | Közép-afrikai Köztársaság | 47       | 36      | JJ, KJ               |

## Lajstromjel
Vízi és légi járművek lajstromjelezéséhez a TL prefixet használják.